# Spiennes
Spiennes è una frazione della città belga di Mons (Hainaut), nella parte occidentale del Belgio. Fino al 1977 era un comune autonomo.

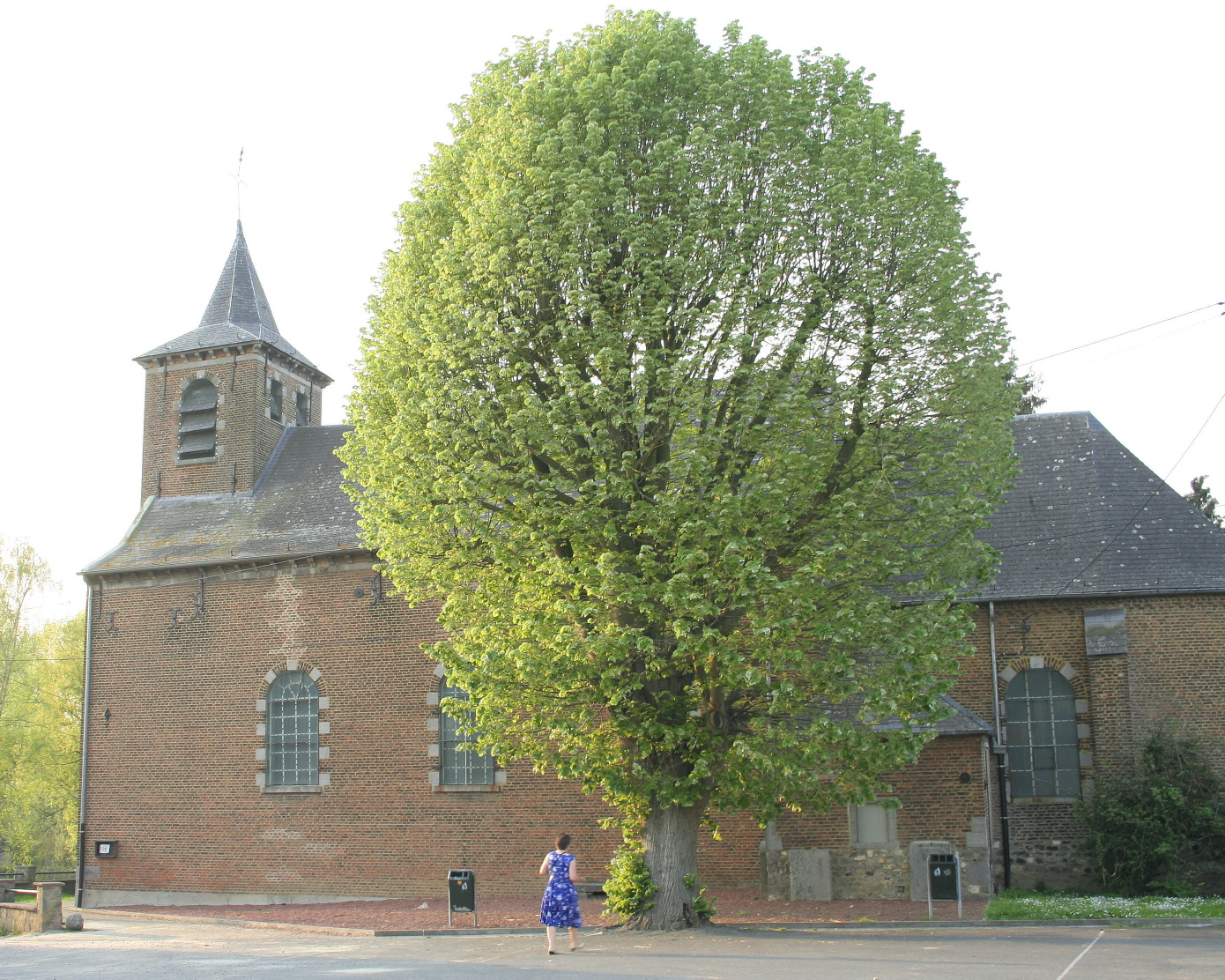
Chiesa di Santa Amanda (1753)

## Storia
Nel IV millennio a.C. i primi abitanti dell'altopiano nei pressi di Spiennes iniziarono a raccogliere la selce, limitandosi però ad una raccolta dapprima superficiale. Questa raccolta venne potenziata grazie allo scavo di numerosi pozzi verticali profondi dai 5 ai 16 metri, sviluppando anche un sistema di gallerie. L'attività lavorativa a Spiennes durò molto a lungo e terminò solo con l'inizio dell'età del bronzo intorno al 750 a.C.

Gli scavi archeologici hanno portato alla luce i resti di un insediamento esistito fino ai tempi dell'impero romano, che testimoniano la lavorazione della selce per la produzione di armi e utensili.

## Monumenti e luoghi d'interesse
L'area delle miniere neolitiche di selce che sorge nei pressi dell'abitato è stata dichiarata Patrimonio dell'umanità dall'UNESCO nel 2000. Questa zona comprende la concentrazione più estesa e antica di miniere europee e documenta i progressi tecnologici del Neolitico. Oltre a essere il maggior giacimento preistorico conosciuto in Europa, perché supera i 100 ettari, è anche quello scoperto per primo (1867).